# Ichneumon aranearum
Ichneumon aranearum là một loài tò vò trong họ Ichneumonidae.